# Leteln
Leteln ist ein Ortsteil und eine Gemarkung der Stadt Minden im Kreis Minden-Lübbecke in Nordrhein-Westfalen. Bis 1973 war Leteln eine Gemeinde im damaligen Kreis Minden.

## Geographie
Leteln liegt im Nordosten des Mindener Stadtgebiets am rechten Weserufer und nördlich des Mittellandkanals. Der Nordteil des Ortsteils wird landwirtschaftlich genutzt. Die ehemalige Gemeinde hatte eine Fläche von 3,48 km².

## Geschichte
Die erste urkundliche Erwähnung von Leteln stammt aus einer Urkunde des Mindener Bischofs Sigebert aus dem 11. Jahrhundert. Leteln gehörte bis zu den Napoleonischen Kriegen zur Vogtei Übernstieg im Amt Hausberge des Fürstentums Minden. Der Ort gehörte von 1807 bis 1813 zum Kanton Windheim des napoleonischen Satellitenstaats Königreich Westphalen und kam 1816 zum neuen Kreis Minden. im Regierungsbezirk Minden der preußischen Provinz Westfalen. Bis 1972 bildete Leteln eine Gemeinde im Amt Windheim des Kreises. Durch das Bielefeld-Gesetz wurde Leteln am 1. Januar 1973 in die Stadt Minden eingegliedert, in der es heute zum Stadtbezirk Leteln-Aminghausen gehört.

## Einwohnerentwicklung
| Jahr | Einwohner | Quelle |
| ---- | --------- | ------ |
| 1818 | 155       | [ 2 ]  |
| 1843 | 250       | [ 3 ]  |
| 1864 | 326       | [ 4 ]  |
| 1885 | 504       | [ 5 ]  |
| 1910 | 890       | [ 6 ]  |
| 1925 | 1014      | [ 7 ]  |
| 1939 | 1378      | [ 7 ]  |
| 1946 | 1676      | [ 8 ]  |
| 1972 | 2820      | [ 1 ]  |

## Baudenkmäler
Die Bauernhöfe Letelner Straße 81, Letelner Straße 99, Letelner Straße 103 und Letelner Straße 118 sowie das Kriegerdenkmal auf dem Letelner Friedhof stehen unter Denkmalschutz.

## Infrastruktur
- Schützenverein Leteln
- Sportverein  SV Weser Leteln
- Zentrale Kläranlage der Stadt Minden in Leteln